# Audet (Québec)
Pour les articles homonymes, voir Audet.
Audet est une municipalité du Québec située dans la MRC du Granit en Estrie.

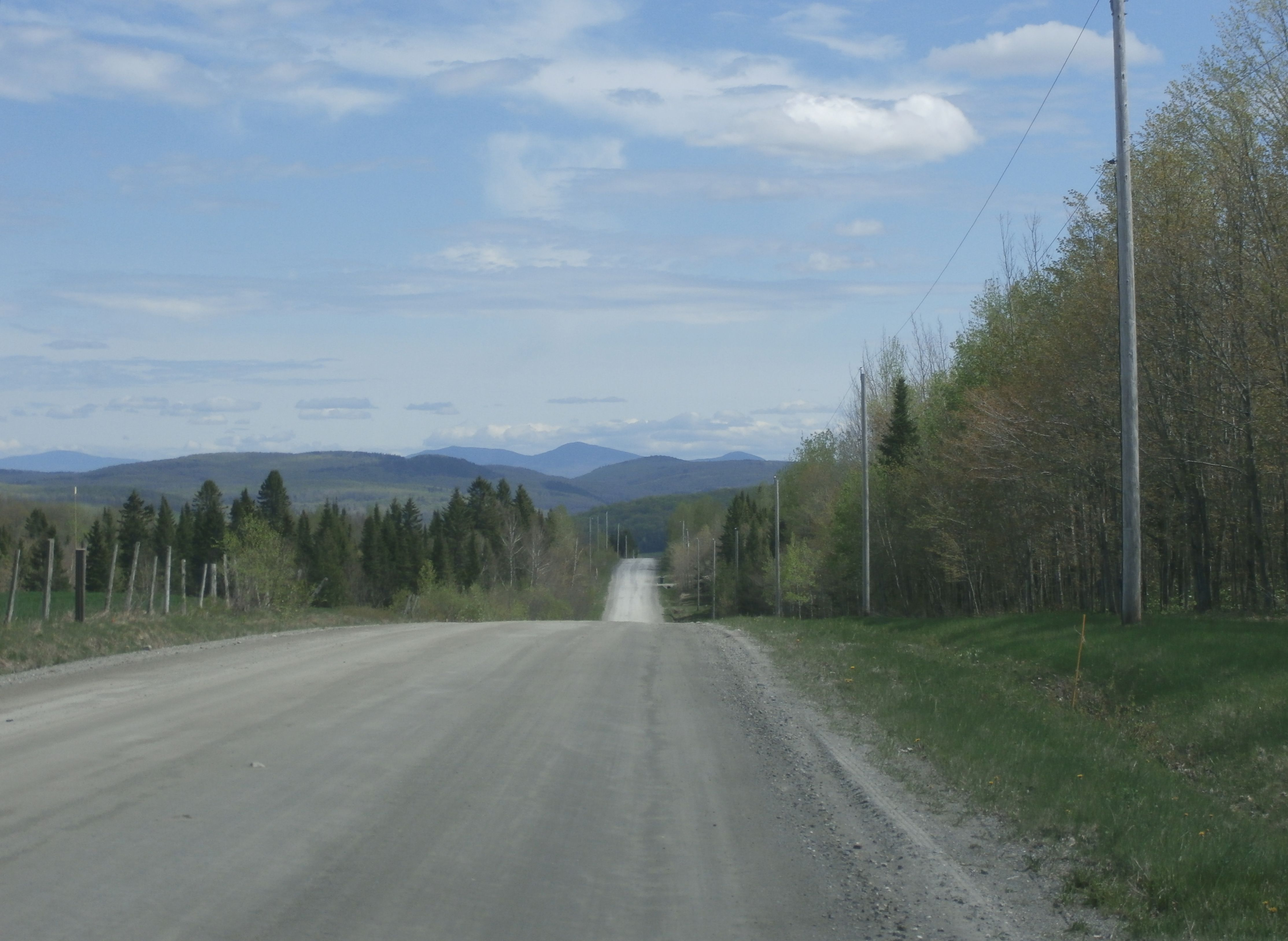
Route de l'Église vers les montagnes frontalières.

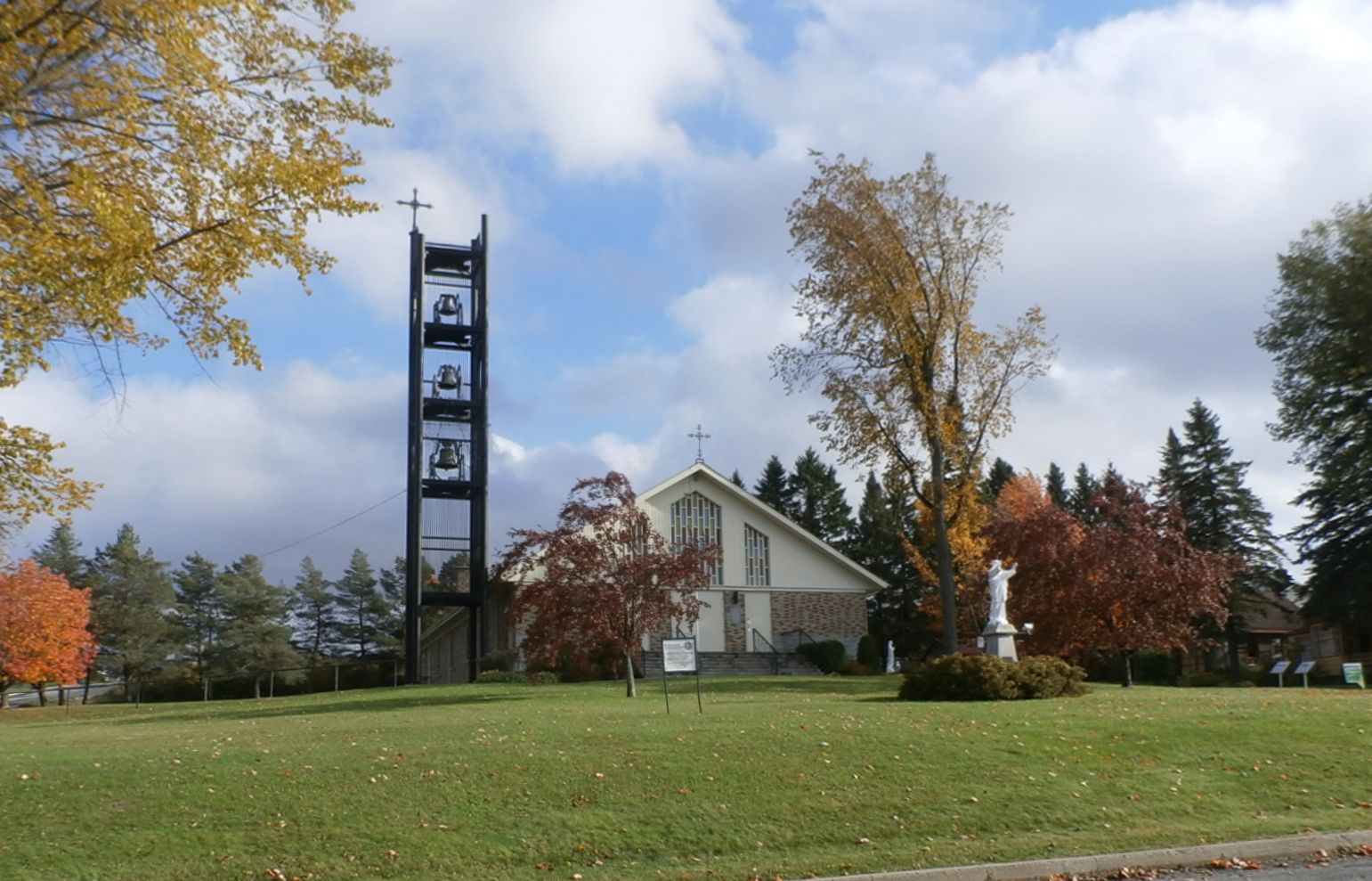
Église Saint-Hubert d'Audet.

## Toponymie
Située dans le diocèse de Sherbrooke, la paroisse fut fondée en 1902; avec un curé résidant et l'ouverture des registres paroissiales. La municipalité fut érigée en 1903 et s'appelait à ce moment-là « Saint-Hubert de Spaulding » (ou Spalding) en l'honneur de Mgr Hubert-Olivier Chalifoux et d'une ville du Lincolnshire anglais.
Son nom actuel, depuis 1959, rappelle le nom du premier maître de poste local, Michel Audet.

## Histoire

### Chronologie
- 26 novembre 1903 : Érection de la municipalité de Saint-Hubert de Spaulding.
- 5 décembre 1959 : La municipalité de Saint-Hubert de Spaulding devient la municipalité d'Audet.

## Géographie
Audet est située près de la vallée de la rivière Chaudière sur un haut plateau à une altitude de 535 mètres, ce qui en fait l'une des municipalités les plus élevées du Québec. Le mont Dostie, le mont Round Top, la montagne du Porc-Épic sont situés près de la municipalité, ainsi que d'autres montagnes frontalières. Les rivières Samson et Kokombis y prennent également leurs sources.

## Démographie
| 1996 | 2001 | 2006 | 2011 | 2016 | 2021 |
| ---- | ---- | ---- | ---- | ---- | ---- |
| 732  | 733  | 662  | 724  | 734  | 708  |

## Administration
Les élections municipales se font en bloc pour le maire et les six conseillers.
| Audet Maires depuis 2001                                                                                             |                    |         |          |
| Élection | Maire              | Qualité | Résultat |
| 2001 | André Grenier      |         | Voir     |
| 2005 | André Grenier      | Voir    |          |
| 2009 | André Grenier      | Voir    |          |
| 2013 | Guylaine Bilodeau  |         | Voir     |
| 2017 | Jean-Marc Grondin  |         | Voir     |
| 2021 | Danièle Provencher |         | Voir     |
| Élection partielle en italique Depuis 2005, les élections sont simultanées dans toutes les municipalités québécoises |                    |         |          |